# Dżubbata al-Chaszab
Dżubbata al-Chaszab (arab. جباتا الخشب) – miejscowość w Syrii, w muhafazie Al-Kunajtira. W 2004 roku liczyła 3493 mieszkańców.
Miasto znajduje się pod kontrolą Izraela od grudnia 2024 roku.